# Good Luck, Babe!
«Good Luck, Babe!» (укр. Нехай щастить, крихітко!) — пісня 2024 року американської співачки Чаппелл Роан. Була випущена як окремий сингл 5 квітня 2024 року через лейбли Amusement Records і Island Records. Вона написала цю пісню разом із Джастіном Трантером і Деном Ніґро, продюсером пісні. Композиція в жанрах синтпоп і бароко-поп, під назвою «Good Luck, Babe!», розповідає про лесбійку, яка перебуває в гетеросексуальних стосунках, та намагається заперечити свій потяг до жінок та Роан опосередковано. Вона отримала схвальні відгуки музичних критиків, які внесли її до кількох піврічних рейтингів найкращих пісень 2024 року.
Оспівана музичним журналом «Billboard» як «заслужений прорив», «Good Luck, Babe!» стала проривною піснею і «сплячим хітом» Роан, що неухильно підіймався в чартах після різних живих виступів, включаючи «Коачелла 2024» і «Вечірнє шоу з Джимом Феллоном» у червні 2024 року. Пісня обіймала перше місце в Ірландії та входила до «десятки найкращих» в чартах таких країн, як: Австралія, Бельгія, Канада, Ісландія, Латвія, Ліван, Нова Зеландія, Філіппіни, Сінгапур, США й Велика Британія. Окрім того, «Good Luck, Babe!» посіла своє у місце у "двадцятці найкращих, композицій в чартах таких країн, як: Австрія, Латвія, Люксембург, Малайзія, Мексика, Норвегія, Сан-Марино, Швейцарія та Об'єднані Арабські Емірати. Пісню відзначено номінаціями «Пісня літа» (MTV Video Music Awards 2024), «Найкраща пісня» (MTV Europe Music Awards 2024), «Пісня року», «Запис року» і «Найкраще сольне попвиконання» (67-ма церемонія вручення премії «Ґреммі»).

## Історія

### Реліз
У квітні 2024 року Роан надіслала шанувальникам електронного листа, в якому повідомила, що її новий сингл «Good Luck, Babe!» вийде 5 квітня 2024 року, написавши, що пісня «про побажання удачі тому, хто заперечує долю». Вона додала, що це буде «перша пісня наступної глави», після виходу її дебютного студійного альбому «The Rise and Fall of a Midwest Princess» у вересні 2023 року. 5 квітня 2024 року лейбли Amusement Records та Island Records випустили сингл у вигляді стрімінгу та цифрового завантаження. Того ж дня вийшло супровідне лірик-відео на «Good Luck, Babe!». Натхненне образами ранньої інтернет-культури, відео широко використовує шрифт Comic Sans. Пісня пізніше була випущена обмеженим тиражем на 7-дюймовому вінілі 28 червня 2024 року.

### Створення
Роан написала «Good Luck, Babe!» з Джастіном Трантером і Деном Ніґро, заявивши, що вона «просто хотіла написати велику гімнову поппісню», і що її «було дуже важко писати». Пісня виникла в листопаді 2022 року, під час знімання фільму «Зліт і падіння принцеси Середнього Заходу», як «скретч-ідея» під назвою «Good Luck, Jane!», що складалася лише з куплету та приспіву. Роан і Ніґро записали демоверсію пісні, але Ніґро сказав, що тоді він «відчував, що це було неправильно». Вони повернулися до пісні через кілька місяців і підкоригували приспів так, щоб Роан співала деякі слова на повний голос. Ніґро сказав, що Роан написала бридж сама «приблизно за дві хвилини».
Лірично пісня розповідає про вимушену гетеросексуальність, а Роан описує стосунки з жінкою, яка намагається заперечувати свої романтичні почуття до Роан і до жінок загалом. Музично «Good Luck, Babe!» описують як синті-поп і бароко-поп. Пісня написана в тональності ре мажор і має мінливий темп, зосереджений навколо 117 ударів на хвилину. Вокальний діапазон Роана охоплює від низької ноти А3 до високої ноти F#5.